# Peña Escrita (Fuencaliente)
La cueva de Peña Escrita es un conjunto de pinturas rupestres ubicado en el municipio español de Fuencaliente.

## Descripción
Ubicado en el término municipal castellanomanchego de Fuencaliente, en la provincia de Ciudad Real, el yacimiento fue protegido como «monumento arquitectónico-artístico» el 25 de abril de 1924, mediante una real orden publicada el 7 de mayo de ese mismo año en la Gaceta de Madrid, mediante la que quedaban protegidas también otras pinturas rupestres de la geografía española. Existe constancia de ellas desde 1783, gracias a Fernando López de Cárdenas.